# Wolfskardinalbarsch
Der Wolfskardinalbarsch (Cheilodipterus artus) lebt im Indopazifik, von Ostafrika bis Tuamotu in Wassertiefen von drei bis 20 Meter. Das nördlichste Vorkommen liegt bei den Ryūkyū-Inseln, das südlichste beim Great Barrier Reef. 

## Merkmale
Die bis zu 18 Zentimeter lang werdenden Fische besitzen eine langgestreckte Gestalt, mit einer silbrigen Grundfarbe und zahlreichen braunen Längsstreifen. Die Männchen haben eine gelbe, weibliche Tiere eine graue Schwanzwurzel, auf der sich an beiden Seiten ein kleiner schwarzer Fleck befindet. Bei Jungfischen ist der Fleck klein und schwarz und von einer großen golden schimmernden Zone umgeben.
- Flossenformel: Dorsale VII/IX, Anale II/VIII.

## Lebensweise
Wolfskardinalbarsche leben in kleinen Schwärmen in geschützten Lagunen und Buchten, halten sich tagsüber in Höhlen und unter Korallen versteckt, und gehen in der Dämmerung und nachts auf Nahrungssuche. Die Kardinalbarsche leben räuberisch, vor allem von kleinen Fischen, daneben auch von Zooplankton.